# Mus bufo
Mus bufo es una especie de roedor de la familia Muridae.

## Distribución geográfica
Se encuentra en Burundi, República Democrática del Congo, Ruanda, y Uganda.

## Hábitat
Su hábitat natural son: Clima tropical o Clima subtropical, montañas húmedas